# Альстер
Альстер — річка в Німеччині, притока Ельби. Протікає територією південного Шлезвіг-Гольштейн і Гамбургу. Найвідомішою і найживописнішою частиною Альстера є озеро Альстер в місті Гамбург, яке утворюється двома частинами Біннен- (внутрішній) та Аусенальстер (зовнішній Альстер).

## Історія
У 1190 році на річці Альстер у Гамбурзі стояв водяний млин. У 1235 році було збудовано дамбу на Альстері для спорудження другого млину. Вони мали важливе економічне значення для міста.
Альстер витікає в общині Генштедт-Ульцбург. Проте раніше витік знаходився у іншому місці — на півночі регіону Генштетд-Рен.

## Притоки
- Бреденбекканал
- Роденбекканал
- Тарпенбекканал
- Остербекканал
- Ґолдбекканал
- Ізебекканал